# Ермишинский район
Ермиши́нский райо́н — административно-территориальная единица (район) и муниципальное образование (муниципальный район) в Рязанской области России.
Административный центр — посёлок городского типа Ермишь.

## География
Площадь района — 1343 км². Граничит с Кадомским, Касимовским и Пителинским районами Рязанской области, а также с Теньгушевским районом Республики Мордовия и Вознесенским районом и городским округом городом Выксой Нижегородской области.
Основные реки — Ермишь, Мокша, Ока.

## История
Территория, на которой расположен современный район, до упразднения деления на волости, уезды и губернии входила в состав Елатомского и Темниковского уездов Тамбовской губернии. После упразднения данного деления вошла в состав Центрально-Промышленной области, с 3 июня 1929 года область была переименована в Московскую.
12 июля 1929 года в составе области был образован Рязанский округ (один из 10), в составе округа был выделен и Ермишинский район (один из 27). В состав района вошли сельсоветы: Азеевский, Богоявленский, Больше-Ляховский, Власовский, Высоко-Полянский, Вышурский, Даниловский, Елисеевский, Ермишинский, Иванковский, Кафтейский, Концовский, Костинский, Котовский, Малаховский, Мердушинский, Надежкинский, Нарминский, Николаевский, Новиковский, Протурский, Пургасовский, Рюминский, Савватьемский, Свестурский, Сергеевский, Спасо-Раменский, Староафанасьевский, Степановский, Токмаковский, Тонкачевский, Тороповский, Турмадеевский, Узковский и Царевский.
30 июля 1930 года Рязанский округ был упразднён и район отошёл в прямое подчинение Мособлисполкому.
17 февраля 1937 года Богоявленский с/с был переименован в Первомайский.
В соответствии с постановлением от 26 сентября 1937 года из Московской области были выделены Тульская и Рязанская области. Ермишинский район вошёл в состав вновь образованной Рязанской области. Административный центр района — рабочий посёлок Ермишь. С 1963 года по 1965 года, во время неудавшейся всесоюзной реформы по делению на сельские и промышленные районы и парторганизации, в соответствии с решениями ноябрьского (1962 года) пленума ЦК КПСС «о перестройке партийного руководства народным хозяйством», район в числе многих в СССР был временно упразднён (укрупнён).
В результате муниципальной реформы 2006 года на территории 12 сельских округов — Азеевского (центр в с. Азеево), Большеляховского (с. Большое Ляхово), Власовского (с. Власово), Кафтейского (с. Кафтейка), Мердушинского (с. Мердушь), Надежкинского (с. Надежка), Нарминского (с. Нарма), Савватемского (с. Савватьма), Свестурского (с. Свестур), Спас-Раменского (с. Спасско-Раменье), Турмадеевского (с. Турмадеево) и Царёвского (с. Царево) — были образованы 5 сельских поселений.

## Население
| 1939   | 1959    | 1970    | 1979    | 1989    | 2002    | 2004    | 2009  | 2010  |
| ------ | ------- | ------- | ------- | ------- | ------- | ------- | ----- | ----- |
| 35 761 | ↘25 920 | ↘20 011 | ↘15 759 | ↘13 288 | ↘10 926 | ↘10 796 | ↘9331 | ↘8879 |
| 2011   | 2012    | 2013    | 2014    | 2015    | 2016    | 2017    | 2018  | 2019  |
| ↗8905  | ↘8527   | ↘8310   | ↘8022   | ↘7788   | ↘7636   | ↘7455   | ↘7307 | ↘7089 |
| 2020   | 2021    | 2023    |         |         |         |         |       |       |
| ↘6991  | ↘6729   | ↘6511   |         |         |         |         |       |       |

### Урбанизация
Городское население (посёлок городского типа Ермишь) составляет  51,33 % населения района.

### Национальный состав
По итогам переписи населения 2020 года проживали следующие национальности (национальности менее 0,1 % и другое, см. в сноске к строке «Другие»):
| Национальность | Численность, чел. | Доля     |
| -------------- | ----------------- | -------- |
| Русские        | 6125              | 91,02 %  |
| Татары         | 255               | 3,79 %   |
| Мордва         | 72                | 1,07 %   |
| Киргизы        | 40                | 0,59 %   |
| Узбеки         | 35                | 0,52 %   |
| Цыгане         | 30                | 0,45 %   |
| Украинцы       | 14                | 0,21 %   |
| Азербайджанцы  | 14                | 0,21 %   |
| Таджики        | 10                | 0,15 %   |
| Казахи         | 7                 | 0,10 %   |
| Другие         | 127               | 1,89 %   |
| Итого          | 6729              | 100,00 % |

## Территориальное устройство
В рамках административно-территориального устройства, Ермишинский район включает 1 посёлок городского типа и 5 сельских округов.
В рамках организации местного самоуправления, муниципальный район делится на 6 муниципальных образований, в том числе 1 городское и 5 сельских поселений.
| № | Муниципальное образование       | Административный центр | Количество населённых пунктов | Население (чел.) | Площадь (км²) |
| - | ------------------------------- | ---------------------- | ----------------------------- | ---------------- | ------------- |
| 1 | Ермишинское городское поселение | пгт Ермишь             | 5                             | ↘3399            | 488,39        |
| 2 | Азеевское сельское поселение    | село Азеево            | 10                            | ↘917             | 181,56        |
| 3 | Мердушинское сельское поселение | село Мердушь           | 7                             | ↘195             | 123,11        |
| 4 | Надежкинское сельское поселение | село Надежка           | 17                            | ↘739             | 135,58        |
| 5 | Нарминское сельское поселение   | село Нарма             | 12                            | ↘662             | 297,91        |
| 6 | Савватемское сельское поселение | село Савватьма         | 10                            | ↘603             | 116,27        |

## Населённые пункты
В Ермишинском районе 61 населённый пункт, в том числе 1 городской (пгт) и 60 сельских.
| №  | Населённый пункт    | Тип     | Население | Муниципальное образование       |
| -- | ------------------- | ------- | --------- | ------------------------------- |
| 1  | Азеево              | село    | ↘624      | Азеевское сельское поселение    |
| 2  | Акаево              | деревня | ↘12       | Надежкинское сельское поселение |
| 3  | Алехино             | деревня | ↘11       | Надежкинское сельское поселение |
| 4  | Байкур              | посёлок | ↘5        | Нарминское сельское поселение   |
| 5  | Бедишево            | деревня | ↗31       | Надежкинское сельское поселение |
| 6  | Богатовка           | деревня | →0        | Мердушинское сельское поселение |
| 7  | Большое Ляхово      | село    | ↘123      | Азеевское сельское поселение    |
| 8  | Власово             | село    | ↘120      | Савватемское сельское поселение |
| 9  | Вороновка           | деревня | →0        | Азеевское сельское поселение    |
| 10 | Высокое             | деревня | ↘5        | Надежкинское сельское поселение |
| 11 | Вышуры              | село    | ↘28       | Савватемское сельское поселение |
| 12 | Гарь                | посёлок | →0        | Ермишинское городское поселение |
| 13 | Горелышево          | посёлок | ↘5        | Ермишинское городское поселение |
| 14 | Гремячий Ключ       | посёлок | ↘95       | Нарминское сельское поселение   |
| 15 | Данилово            | деревня | →0        | Азеевское сельское поселение    |
| 16 | Даниловские Печи    | посёлок | →0        | Нарминское сельское поселение   |
| 17 | Елисеевский Посёлок | деревня | →0        | Савватемское сельское поселение |
| 18 | Ермишь              | пгт     | ↘3342     | Ермишинское городское поселение |
| 19 | Захаровский         | хутор   | ↘0        | Нарминское сельское поселение   |
| 20 | Иван-Арат           | посёлок | ↘1        | Нарминское сельское поселение   |
| 21 | Иванково            | деревня | ↘84       | Надежкинское сельское поселение |
| 22 | Игошино             | посёлок | ↘254      | Нарминское сельское поселение   |
| 23 | Илемники            | деревня | ↘2        | Азеевское сельское поселение    |
| 24 | Карачево            | деревня | ↘0        | Савватемское сельское поселение |
| 25 | Кафтейка            | село    | ↘67       | Надежкинское сельское поселение |
| 26 | Корнеевка           | деревня | →0        | Мердушинское сельское поселение |
| 27 | Костино             | деревня | →0        | Азеевское сельское поселение    |
| 28 | Кулаково            | деревня | →0        | Надежкинское сельское поселение |
| 29 | Лебяжий Бор         | посёлок | ↘11       | Нарминское сельское поселение   |
| 30 | Ливер               | посёлок | ↘22       | Нарминское сельское поселение   |
| 31 | Липлейка            | деревня | ↘2        | Надежкинское сельское поселение |
| 32 | Малахово            | деревня | ↘49       | Надежкинское сельское поселение |
| 33 | Мердушь             | село    | ↘96       | Мердушинское сельское поселение |
| 34 | Милейка             | деревня | →0        | Мердушинское сельское поселение |
| 35 | Михайлово           | деревня | ↘28       | Савватемское сельское поселение |
| 36 | Мухины Поляны       | деревня | ↘3        | Азеевское сельское поселение    |
| 37 | Надеждино           | деревня | →0        | Надежкинское сельское поселение |
| 38 | Надежка             | село    | ↘406      | Надежкинское сельское поселение |
| 39 | Нарма               | село    | ↘184      | Нарминское сельское поселение   |
| 40 | Некрасовка          | село    | ↘24       | Ермишинское городское поселение |
| 41 | Николаевка          | деревня | ↘14       | Надежкинское сельское поселение |
| 42 | Новинки             | деревня | →0        | Мердушинское сельское поселение |
| 43 | Петино-Глинково     | деревня | ↘1        | Надежкинское сельское поселение |
| 44 | Протуры             | деревня | →0        | Азеевское сельское поселение    |
| 45 | Прундас             | деревня | ↘0        | Надежкинское сельское поселение |
| 46 | Рюмино              | деревня | ↘26       | Азеевское сельское поселение    |
| 47 | Рязанка             | деревня | ↘0        | Надежкинское сельское поселение |
| 48 | Савватьма           | село    | ↘241      | Савватемское сельское поселение |
| 49 | Свестур             | село    | ↘28       | Ермишинское городское поселение |
| 50 | Сенин Пчельник      | посёлок | ↘77       | Нарминское сельское поселение   |
| 51 | Сергеевка           | деревня | →0        | Надежкинское сельское поселение |
| 52 | Спасско-Раменье     | село    | ↘90       | Мердушинское сельское поселение |
| 53 | Степановка          | деревня | ↘45       | Нарминское сельское поселение   |
| 54 | Сторожевка          | деревня | ↘6        | Нарминское сельское поселение   |
| 55 | Токмаково           | село    | ↘35       | Савватемское сельское поселение |
| 56 | Тонкачёво           | деревня | →0        | Савватемское сельское поселение |
| 57 | Торопово            | село    | ↘158      | Азеевское сельское поселение    |
| 58 | Тупик               | посёлок | ↘16       | Мердушинское сельское поселение |
| 59 | Турмадеево          | село    | ↘92       | Надежкинское сельское поселение |
| 60 | Узково              | деревня | ↘36       | Савватемское сельское поселение |
| 61 | Царево              | село    | ↘139      | Савватемское сельское поселение |

## Экономика
Промышленность района в 2006 году была представлена тремя малыми предприятиями ООО «Дубрава» (заготовка и переработка древесины), МУП «Молоко» (занималось переработкой молока, но к концу 2008 года МУП «Молоко» приостановило свою деятельность, СПОК «Ермишинская МТС» (предоставление услуг по монтажу, ремонту и техническому обслуживанию машин для сельского хозяйства). Строительством в районе занимаются четыре строительные организации.
В районе на 1 января 2018 года функционируют несколько сельскохозяйственных организаций занимающиеся содержанием и разведением животных: ООО «Азеевское»(с.Азеево), ООО "Агрос"(с.Большое Ляхово), ООО "Весна плюс"(с. Мердушь), КФХ Хохлова З.Н.(д.Иванково), КФХ Хохлов Е.П.(д.Турмадеево), КФХ Норбеков И.Н.(с.Сп.Раменье), КФХ Шарков С.В.(д.Узково).
Имеется еще ряд хозяйств занимающихся растениеводством.

## Транспорт
Основные транспортные связи — автомобильные. Кроме того, имеется речной и трубопроводный транспорт.
Ведущая роль в перевозке грузов и особенно пассажиров принадлежит в районе автомобильному транспорту. Посёлок Ермишь обеспечен междугородними автобусными маршрутами (г. Сасово — 15 рейсов в неделю, г. Рязань — 1 рейс в неделю). В районе сообщение сельских населённых пунктов с р.п. Ермишь обеспечено 7-ю автобусными маршрутами. Автомобильные дороги в районе — в основном, с асфальтобетонным покрытием.
В важную роль играет проходящая по территории района автомобильная трасса федерального значения, соединяющая южные регионы России с Нижегородской областью. По данной трассе перевозятся не только грузы. В последние годы она стала трассой массового паломничества православных верующих. Это обусловлено географической близостью Ермишинского района со святыми местами, в которых жил когда-то святой преподобный Серафим Саровский. До Дивеево, где находится монастырь и святой источник, от Ермиши не более 90 километров. Кроме того, попутно верующие имеют возможность посетить и являющийся достопримечательностью находящийся на территории Ермишинского района Токмаковский родник, святая вода которого обладает многими лечебными свойствами.
Речной транспорт лидирует в перевозках средней дальности. В пределах района судоходны реки Ока и Мокша. Основные перевозки осуществляются по реке Оке.
Железнодорожный транспорт был представлен узкоколейной железной дорогой «Тупик — Выкса» на северо-востоке района. По ней осуществлялись перевозки леса и пиломатериалов, а также в небольших количествах перевозка пассажиров. Эта железная дорога имела местное значение. В 2002 г. перевозки по ней были прекращены, а к 2004 г. дорога была разобрана.
В грузообороте района значительна роль трубопроводного транспорта. По территории района проходит участок нефтепровода «Альметьевск — Нижний Новгород — Рязань — Москва». До недавнего времени в районе функционировали два аэропорта — в Ермиши и Азеево. На сегодняшний день оба они закрыты.

## Образование и культура
Учреждения образования района: профессиональное училище № 37; 5 средних общеобразовательных школ; 4 основных общеобразовательных школ; 7 начальных общеобразовательных школ; 8 детских садов; детско-юношеская спортивная школа; центр развития творчества детей и юношества; детская музыкальная школа; централизованная библиотечная система, в которую входят 15 сельских библиотек, Ермишинская центральная и центральная детская библиотеки; киносеть, в которую входят: 12 сельских киностационарных установок; 2 автоклуба, 13 сельских Домов культуры, 9 клубов и районный Дом культуры со зрительным залом на 300 мест, при нём действует народный ансамбль «Песня русская». В центральной библиотеке работают клубы по интересам: «Истоки», «Встреча», «Лира», объединяющие местных поэтов. Районные творческие коллективы: хоровые «Рябинушка», «Сударушка», детские «Колокольчик», «Юморина», татарский «Афифя». Танцевальные «СЭМ», «Сюрприз», «Альтаир» — неоднократные участники конкурсных программ и концертов.

## Достопримечательности
Токмаковский родник — одна из известных достопримечательностей муниципального образования. Родник был освящен священнослужителями из трёх районов.
В районе имеются объекты, являющиеся памятниками истории и архитектуры: Покровская церковь (1851 год) в селе Нарма, церковь Богоявления (1911 год), Никольская церковь (1912 год) в с. Некрасовка, Христорождественная церковь (1885 год) в с. Савватьма, построенная на средства князя М. В. Неклюдова. Историческую ценность представляет дом Остроумова (1911 год) в селе Акаево, здание детско-юношеской спортивной школы — бывший дом фон Мекка (середина XIX века).

## Известные уроженцы
См. также: Категория:Родившиеся в Ермишинском районе
- Бияков, Сергей Тимофеевич (1900—1981) — генерал-майор, в годы Великой Отечественной войны — командир 6-го гвардейского стрелкового корпуса. Награждён орденом Ленина, двумя орденами Красного Знамени, орденом «Знак Почёта» и Отечественной войны 1-й степени, многими медалями, а также югославским орденом «Братство и единство» 1-й степени.
- Бурнашева, Захида Хуссаиновна (1895—1977) — татарская поэтесса (литературный псевдоним которой — «Гыйффәт туташ»). Работала зав. Женским отделом Среднеазбюро ЦК РКП(б), помощником директора МТС по политчасти в Джалал-Абадской области
- Ванюшкин, Михаил Степанович (1909—1945) — ст. лейтенант, командир взвода танкового полка 47-й механизированной Духовщинской Краснознаменной бригады, Герой Советского Союза. (1945). Его именем названа улица в посёлке Ермишь.
- Власов, Иван Алексеевич (1903—1962), государственный и партийный деятель. С 1944 года — 1-й заместитель Председателя, а в 1946—1950 годах — Председатель Президиума Верховного Совета РСФСР.
- Власов, Кузьма Алексеевич (1905—1964), советский географ, член-корреспондент АН СССР, лауреат Государственной премии СССР ,создатель и директор лаборатории минералогии и геохимии редких элементов (с 1956 года — Институт минералогии, геохимии и кристаллохимии редких металлов). В его честь назван минерал власовит — кристалл циркония.
- Волжанкин, Алексей Яковлевич (1907—1928), селькор, секретарь комсомольской организации.
- Громогласов, Илья Михайлович (1869—1937), протоиерей, учёный, специалист в области церковного права и истории старообрядчества. Сын диакона. Репрессирован. Прославлен в лике святых Русской православной церкви в 2000 году.
- Дорофей (в миру — Дмитрий Анисимович Замятин, 1678—1747), схимонах, второй настоятель Саровского монастыря (с 1731 года).
- Ерзин, Салих Юсупович (1833—1911) — московский купец 1-й гильдии, потомственный почетный гражданин. По происхождению он выходец из небогатого крестьянского рода. Глава фирмы «Восточный торговый дом Салих Ерзин и сыновья». Известный московский меценат. Финансировал строительство Московской Соборной мечети.
- Есин, Владимир Александрович (1925—1999), кандидат технических наук, лауреат Государственной премии СССР, главный конструктор передающих устройств радиосистем космического корабля «Восток».
- Козырев, Сергей Федорович (1924—1943), командир пулеметного взвода, Герой Советского Союза. (посмертно). Его именем названа улица в посёлке Ермишь.
- Кугушев, Григорий Васильевич (1824—1871) — князь, русский писатель и композитор. Автор имевших успех комедий: «Голубой капот» («Пантеон», 1851), «Комедия без названия» (там же, 1852), «Кохинка» (под псевдонимом Беляев) и других.
- Лапшинов, Иван Семенович (1890—1969), полный Георгиевский кавалер.
- Меняшкин, Алексей Иванович (1908—1944), чекист, заместитель начальника Черновицкого управления НКВД. Погиб в схватке с бандитами. Его именем названа улица в посёлке Ермишь.
- Муханов, Павел Александрович (1798—1871), действительный тайный советник. Главный директор Комиссии внутренних и духовных дел Царства Польского (с 1856 г.), член Государственного совета (1861). Владелец имения, возвёл ц. Покрова Пресвятой Богородицы (1851). Любитель и знаток русской истории.
- Мясников, Александр Сергеевич (1925—1943), рядовой, командир отделения 69-й механизированной бригады, Герой Советского Союза.
- Неклюдов, Василий Владимирович (1800—1830). Похоронен в селе Савватьма Елатомского уезда с женой Елизаветой Ивановной (1803—1867). Здесь же похоронены — Владимир Васильевич (1824—1874), Михаил Васильевич (1826—1893), Елизавета Илларионовна (1837—1889), жена действительного статского советника, Надежда Петровна (1830—1870).
- Новиков, Иона Ефимович (1896—1924), один из первых коммунистов округи, секретарь Савватемского волисполкома.
- Органова, Нина Михайловна (1924—2007) — краевед, кандидат геолого-минералогических наук, доцент.
- Остроумов, Алексей Андреевив (1852—1932) — магистр философии, инспектор народных училищ ряда уездов России, учитель Акаевской школы. Умер и похоронен в Акаеве.
- Остроумов, Андрей Андреевич (1856—1924) — инспектор народных училищ ряда уездов России, известен как селекционер, автор сорта яблони «Акаевская красавица».
- Остроумов, Михаил Андреевич (1847—1892) — магистр философии, доктор церковного права, публицист, известен своими трудами в области истории философской мысли.
- Сафаров, Ахун (1822—1900?) — имам, учитель религиозной школы (с 1849 года), свыше 50 лет возглавлял мечеть Костромской Татарской Слободы. Одновременно исполнял «духовные требы над нижними чинами из магометан (мусульман) во всех войсках Московского Военного округа», исполнял обязанности имама Нижегородского гарнизона. О том, каким большим уважением и доверием мусульман и властей он пользовался, говорят его многочисленные государственные награды, среди которых: 2 золотые медали на Станиславской ленте для ношения на шее, 2 золотые медали «За усердие» для ношения Александровской ленты, назначенная ему «вне правил» пенсия в 1900 году.
- Скоробогатов, Федор Антонович (1908—1941), начальник Ермишинского районного отдела НКВД. Погиб в схватке с бандитами. Его именем названа улица в посёлке Ермишь.
- Табеев, Фикрят Ахмеджанович (1928) — государственный и политический деятель СССР. С 1960 по 1980 годы — 1-й секретарь Татарского обкома КПСС. С 1986 по 1991 годы — 1-й заместитель Председателя Совета министров РСФСР. Член ЦК КПСС с 1961 по 1991 годы. Депутат Верховного Совета СССР с 1960 по 1984 годы. Член Президиума Верховного Совета СССР с 1962 по 1980 годы. В честь Ф. А. Табеева в селе Азеево установлена мемориальная доска.
- Терёхин, Михаил Тихонович (1934) — математик, доктор физико-математических наук, член-корреспондент РАЕН, профессор РГУ
- Трихунков, Михаил Федорович (1930), доктор экономических наук, профессор, академик Академии транспорта России.
- Тришин, Ермолай Иванович (1882—1918), председатель волиисполкома. Активный участник борьбы за установление Советской власти.
- Урманов, Хасан Гиззатулович (1895—1920), революционер-большевик, журналист (сотрудник газеты «Новый мир», выходившей в Крыму на татарском языке). Расстрелян в Симферополе (есть обелиск).
- Фотьянова, Пелагея Ивановна (1886—1973), крестьянка, блаженная старица, повторившая подвиг юродства Христа ради Блаженной Ксении Петербургской.
- Хромов, Анатолий Викторович (1963—1984) — воин-интернационалист, выполнял интернациональный долг в Афганистане. Погиб. Награждён орденом Красной Звезды (посмертно). Его именем названа улица в поселке Ермишь.
- Чарыков, Михаил Павлович (1919—1942), механик-водитель танка 263-го танкового батальона 131-й танковой бригады, Герой Советского Союза. Его именем названа улица в поселке Ермишь.
- Чурбанов, Ефим Иванович (1883—1964), трижды Георгиевский кавалер.
- Щёголев, Владимир Николаевич (1890—1966) — ученый-энтомолог, доктор сельскохозяйственных наук, профессор, заслуженный деятель науки РСФСР. Лектор Ленинградского университета (ЛГУ).